# James I. Roosevelt

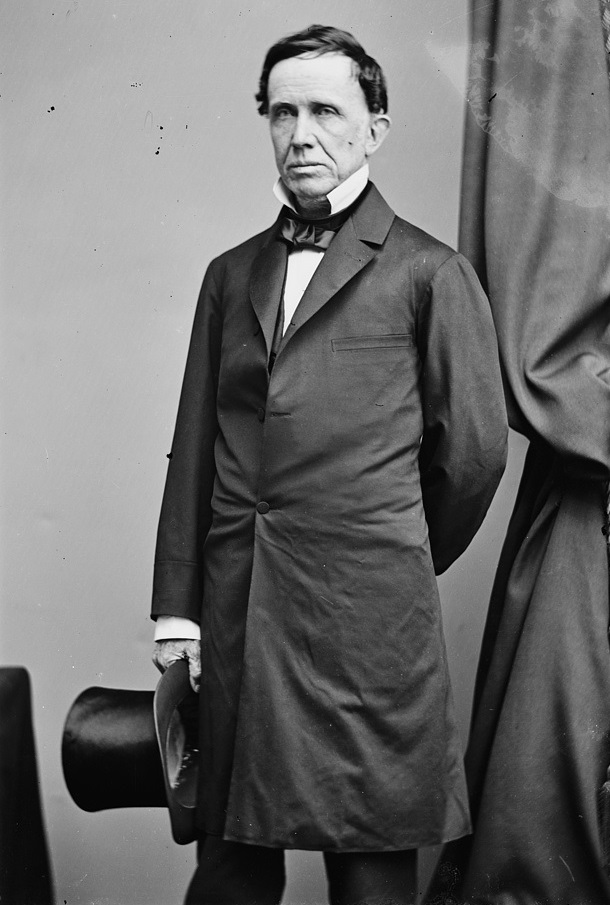
James I. Roosevelt

James John Roosevelt, besser bekannt als James I., (* 14. Dezember 1795 in New York City; † 5. April 1875 in New York) war ein US-amerikanischer Jurist und Politiker. Zwischen 1841 und 1843 saß er für die  Demokraten im US-Repräsentantenhaus.

## Leben
James Roosevelt wurde in New York City geboren, wo er 1815 am Columbia College (heute Columbia University) graduierte. Er studierte Jura und begann nach dem Erhalt seiner Zulassung 1818 in New York City zu praktizieren. Roosevelt war Ratsherr. In den Jahren 1835 und 1840 saß er in der New York State Assembly. Politisch gehörte er der Demokratischen Partei an.
Bei den Kongresswahlen des Jahres 1840 wurde er im dritten Wahlbezirk von New York in das US-Repräsentantenhaus in Washington, D.C. gewählt, wo er am 4. März 1841 die Nachfolge von Moses Hicks Grinnell, Edward Curtis, Josiah Ogden Hoffman und James Monroe antrat, welche zuvor zusammen den dritten Distrikt im US-Repräsentantenhaus vertreten hatten. Da er auf eine erneute Kandidatur im Jahr 1842 verzichtete, schied er nach dem 3. März 1843 aus dem Kongress aus.
Danach studierte er ausländisches Recht an Gerichten in Großbritannien, den Niederlanden und Frankreich. Zwischen 1851 und 1859 war er Richter am New York Supreme Court. Dann war er 1859 eine Sitzungsperiode von Amts wegen Richter am Berufungsgericht (Court of Appeals) von New York. Präsident James Buchanan ernannte ihn 1860 zum United States Attorney for the Southern District of New York – eine Stellung, die er bis 1861 innehatte. Danach widmete er sich der Landwirtschaft. Er verstarb am 5. April 1875 in New York City und wurde dann auf dem Green-Wood Cemetery in Brooklyn beigesetzt. Der Kongressabgeordnete Robert Barnwell Roosevelt war sein Neffe. Sein Bruder Cornelius Roosevelt (1794–1871) war der Großvater des späteren Präsidenten Theodore Roosevelt.